# Horizontale

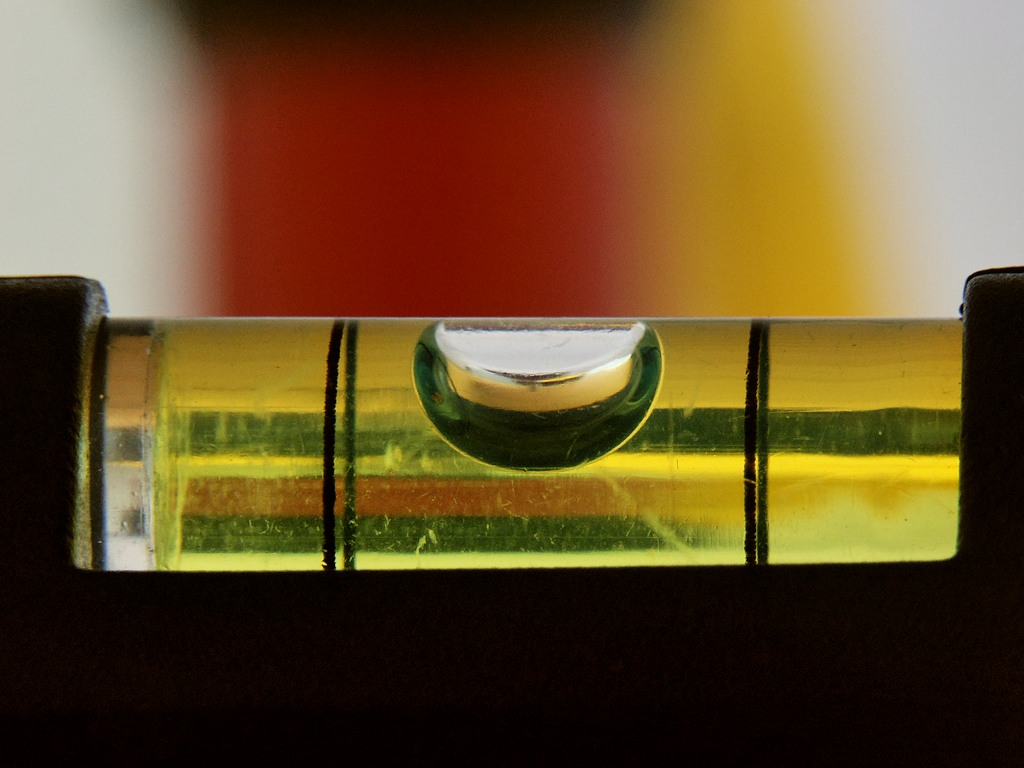
Un niveau à bulle peut être utilisé pour déterminer l'horizontale.

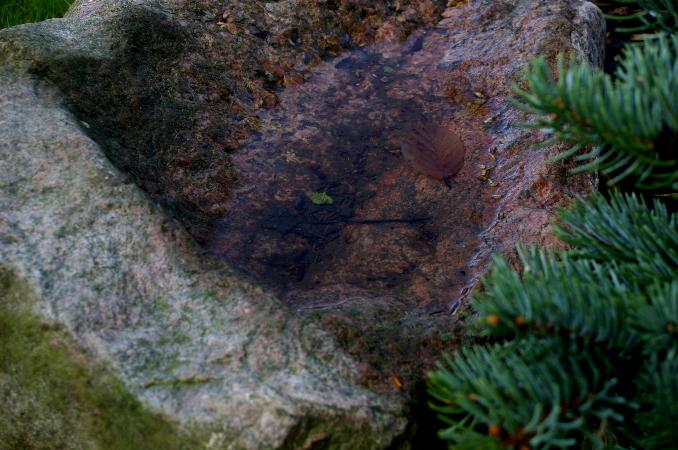
Les surfaces d'eau sont considérées comme des indicateurs fiables du plan horizontal.

L'horizontale est une orientation parallèle à l'horizon, et perpendiculaire à la verticale. Une ligne horizontale va de la gauche vers la droite ou vice-versa.
En coordonnées cartésiennes de la forme (x,y), l'axe horizontal est conventionnellement utilisé pour les coordonnées x, avec les nombres positifs du côté droit de l'axe vertical. L'équation y=c, où c une constante, représente une ligne horizontale. Dans un nombre complexe l'axe horizontal est utilisé pour le composant réel.
Dans un dessin en perspective, un ensemble de lignes parallèles horizontales qui ne sont pas parallèles avec l'horizon vont, si étendues, se rencontrer à un seul point à l'horizon connu comme le point de fuite. C'est une caractéristique commune des images des lignes droites ou des voies de chemin de fer.
En construction, un niveau à bulle aide à créer des structures horizontales.